# Inga suborbicularis
Inga suborbicularis é uma espécie vegetal da família Fabaceae.
Apenas pode ser encontrada no Brasil.